# Římskokatolická farnost Jedlí
Římskokatolická farnost Jedlí je územní společenství římských katolíků v děkanátu Zábřeh s farním kostelem svatého Jana Křtitele.

## Historie farnosti
Současný kostel byl vystavěn v letech 1782–1786 na místě staršího, připomínaného poprvé v roce 1447. Původní kostel byl dřevěný, za třicetileté války vyhořel a byl obnoven v roce 1647. V roce 1669 byl v obci ustavena administrátor, roku 1776 katolická lokálie, povýšená na farnost v roce 1843.

## Duchovní správci
Od července 2016 byl ustanoven administrátorem excurrendo P. Mgr. Władysław Marek Mach, SDS.

## Bohoslužby
| Kostel                | Místo | Bohoslužba (den) | Hodina | Poznámka     |
| --------------------- | ----- | ---------------- | ------ | ------------ |
| svatého Jana Křtitele | Jedlí | neděle           | 9.00   | farní kostel |

## Aktivity farnosti
Farnost se pravidelně podílí na projektu Noc kostelů. 
Každoročně se ve farnosti koná tříkrálová sbírka, v roce 2016 se při ní vybralo v Jedlí 23 438 korun.
Pro farnost stejně jako další farnosti děkanátu Zábřeh vychází každý týden Farní informace.